# 上窑镇
上窑镇，是中华人民共和国安徽省淮南市大通区下辖的一个乡镇级行政单位。

## 行政区划
上窑镇下辖以下地区：
上窑社区、张郢村、方楼村、外窑村、云南岗村、红光村、马庙村、窑河村、余巷村、马岗村、上窑村和泉源村。